# Willi Hahn (Bildhauer, 1920)

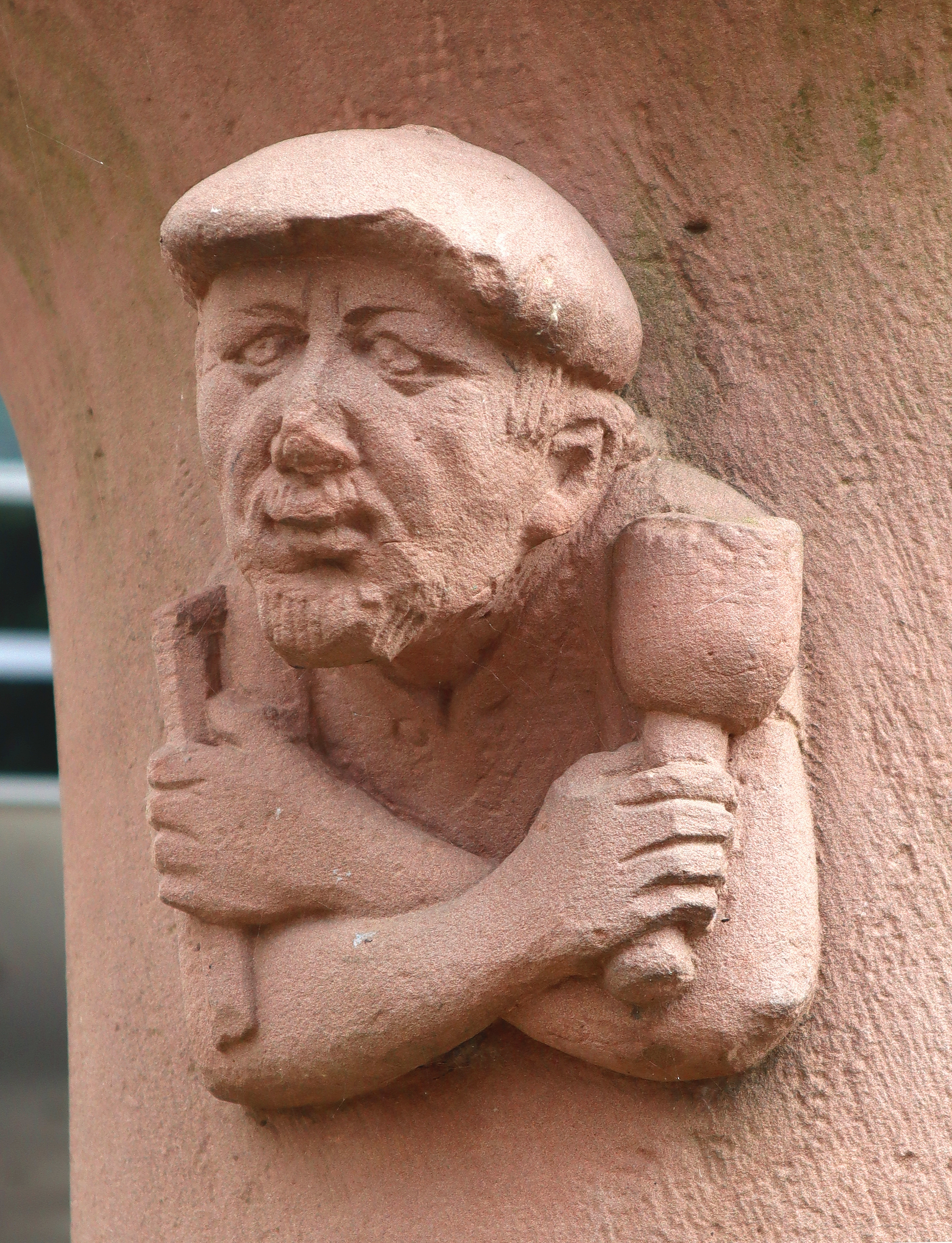
Selbstporträt am Heuschreckbrunnen in Trier

Willi Hahn (* 7. Februar 1920 in Saarbrücken; † 18. September 1995 in Trier) war ein deutscher Bildhauer.

## Leben und Werk

### Herkunft und Ausbildung
Willi Hahn wurde am 7. Februar 1920 in Saarbrücken als ältestes von fünf Kindern geboren. Sein Vater Wilhelm stammte aus Simmern und war von Beruf Eisenbahner, seine Mutter Maria (geb. Müller) war von Frankfurt am Main nach Saarbrücken gezogen. Deren Urgroßmutter stammte von einer Papiermühle im Dhrontal. Hahn besuchte zunächst die Volksschule in Saarbrücken und kam mit zehn Jahren zur Erziehung zu den Salesianern ins Sauerland. Hier fiel Hahns künstlerische Begabung im Kunstunterricht auf. Die Lehrer rieten daraufhin, Willi Hahn handwerklich ausbilden zu lassen. So begann Hahn mit 14 Jahren in Saarbrücken eine Maler- und Anstreicherlehre. Als Hahns Vater Wilhelm im Jahr 1936 nach Konz versetzt wurde, musste der Sohn seine Lehre abbrechen. Zusätzlich erlitt Hahn eine schwere Bleivergiftung. Daraufhin schickten Hahns Eltern ihren Sohn an die Meisterschule des deutschen Handwerks in Trier, wo er die Aufnahmeprüfung bestand. Der Maler und Kunstpädagoge Martin Mendgen wurde zu Hahns Vorbild und zu seinem Förderer. Mendgen machte Hahn in der Ausbildung mit den Werken von Ernst Barlach vertraut. Hahns besonderes Interesse galt bald der plastischen Kunst, die ihm sein Lehrer Paul Siegert vermittelte. Während seiner Ausbildung war Hahn in die Restaurierungsarbeiten am Trierer Simeonstift, wo er, angeleitet durch den Trierer Stadtarchitekten H. H. Müller, Teile von Rosetten und Schlusssteinen nacharbeitete. Darüber hinaus arbeitete Hahn auch bei den Freilegungsarbeiten zum Treverer-Keller mit.

### Zweiter Weltkrieg
Nachdem Willi Hahn seine Kunstausbildung mit Auszeichnung beendet hatte, wurde er sofort zum Kriegsdienst eingezogen und nach der Grundausbildung nach Paris abkommandiert. Hier in Paris erstellte er in seiner Freizeit Kohlezeichnungen und verkaufte sie an einem kleinen Stand an der Seine. Mit dem Beginn des Russlandfeldzugs wurde Hahn einer Militäreinheit zugeteilt, die über Polen und das Baltikum bis nach Smolensk kam. Auch hier zeichnete Hahn Landschaften und Menschen der eroberten Gebiete. Während des Russlandfeldzuges kam Hahns jüngerer Bruder bei Kampfhandlungen ums Leben. Hahn selbst erlitt am 2. Mai 1942 eine schwere Schussverletzung, die einen mehrmonatigen Lazarettaufenthalt nach sich zog. Von Witebsk wurde er nach Wien verlegt und kam schließlich nach Luxemburg in eine Genesungskompanie. Hier lernte Willi Hahn im Sommer 1942 seine spätere Frau kennen.
Anfang 1943 wurde er dem Wachbataillon Trier zugeteilt, das über Bordeaux und Tours nach Paris verlegt wurde. Wie beim ersten Parisaufenthalt faszinierten Hahn hier die Bildhauerarbeiten der mittelalterlichen Architektur der Seinemetropole. Mitte des Jahres 1944 kam Hahn nach Metz in die Militärverwaltung. Nachdem er im April 1945 einer neuen Kompanie zugeteilt worden war, die sich in Groß-Gerau ergeben musste, kam er in französische Kriegsgefangenschaft. Über Straßburg wurde er nach Marseille transportiert, wo er längere Zeit in einem Lager unter freiem Himmel zubrachte. Nachdem Hahns künstlerische Fähigkeit dort bekannt geworden war, kam er in ein Künstlerlager, wo er Porträts von amerikanischen und französischen Wachsoldaten malte und auch plastische Arbeiten erstellte. Am 2. Mai 1946 wurde Willi Hahn nach Offenbach am Main entlassen. Nach einem dreitägigen Aufenthalt in einem französischen Aufnahmelager in Bretzenheim traf er seine Eltern im Dhrontal wieder, die hier bei Verwandten Unterschlupf gefunden hatten, da sie im letzten Kriegsjahr 1945 in Konz ausgebombt worden waren.

### Nach dem Krieg
Zunächst arbeitete Hahn als Knecht auf einem Bauernhof. In Dhron kam Willi Hahn in Kontakt mit dem Architekten Heinrich Otto Vogel, der ihn bat, beim Wiederaufbau der Trierer Kirche St. Gangolf mitzuwirken. Danach arbeitete Hahn beim Wiederaufbau des Kreuzganges der Trierer Benediktinerabtei St. Matthias mit, wo er ein eigenes Atelier hatte und mit seiner inzwischen dreiköpfigen Familie wohnte. Die Themen der Bildhauerarbeiten erarbeitete Hahn zusammen mit dem Benediktinerpater Maurus Münch, der ihn theologisch und künstlerisch beeinflusste. Darüber hinaus freundete sich Hahn mit den Architekten Peter van Stipelen und Alfons Leitl sowie dem Direktor des Trierer Diözesanmuseums Theodor Konrad Kempf an.
Die Bildhauerarbeiten am Trierer Matthiaskloster eröffneten Hahn weitere Aufträge zur Restaurierung und zur Ausstattung neuer Kirchen und Gemeindezentren. Im Jahr 1952 zog Hahn mit seiner Familie auf den Trierer Grüneberg, während sich die Arbeiten am Kreuzgang von St. Matthias bis zum Jahr 1954 hinzogen. Gleichzeitig entstanden Kleinplastiken, die Hahn auf Kunstausstellungen in Trier und Düsseldorf zeigte.
Parallel zu den Trierer Kreuzgangsarbeiten fertigte Hahn vier Tympanonreliefs für die Marienkirche in Neunkirchen (Saar) sowie Kirchenportale in Monschau, die Mariensäule in Illingen, die Altäre in Hellenthal. Bei seinen Arbeiten wurde Hahn von den Bildhauern Theo Kronewirth und Johann Plützer unterstützt.
Im Jahr 1962 restaurierte Hahn die Stiftskirche in Pfalzel. Hierzu fertigte er Chorwangen, Beichtstühle und den Taufstein. Am Taufstein stellte Hahn erstmals das von ihm später oft verwendete Motiv des Kampfes eines kleinen Teufelchens mit einem kleinen Engel dar.
Mit Architekt Peter van Stipelen und dem Maler Werner Persy erarbeitete Hahn gemeinsam die Pfarrkirche von Oberemmel.
Seit dem Jahr 1974 unterstützten seine Söhne Peter und Joachim sowie Thomas Föhr den Künstler. Im selben Jahr erhielt Willi Hahn den Auftrag für den Trierer Bischof Franz Rudolf Bornewasser zu entwerfen und gießen zu lassen. Den Guss besorgte die Kunstgießerei Plein aus Speicher, mit der Hahn auch die beiden Portale der Wallerfanger Katharinenkirche und die Portale des Trierer Domes fertigte.
In den 1970er Jahren erstellte Hahn zahlreiche populäre Kunstwerke im öffentlichen Raum im Rahmen von Stadt- und Dorfsanierungen, wie etwa 1977 den Trierer Heuschreckbrunnen am Eingang beziehungsweise Ausgang der Fleischstraße, Richtung Karl-Marx-Haus, die Christophorusfigur für die Brücke in Schweich oder den Konzer-Doktor-Brunnen (1983). Zuweilen stellte sich Hahn selbst an seinen Bildhauerarbeiten dar, so als Schutzsuchender bei der Neunkircher Schutzmantelmadonna oder am Schaft des Trierer Heuschreckbrunnens, wo den Trierer Stadtoriginalen Fischers Maathes, Koorscht o Kneisjen, Krons Ton und Wichshänsjen ein Denkmal gesetzt wurde.
Besonders Diözesanarchitekt Alois Peitz verschaffte dem Künstler in seinen letzten Jahren immer wieder kirchliche Aufträge.
Anlässlich von Hahns 75. Geburtstag fand 1995 in der Abei St. Matthias eine Ausstellung statt. Noch im selben Jahr starb Willi Hahn am 18. September nach schwerer Krankheit in Trier.

## Werke im öffentlichen Raum (Auswahl)
- Altenwald-Sulzbach, Pfarrkirche Herz Jesu, Figur St. Barbara, Holz, 1977
- Bad Dürkheim, Evangelische Schloßkirche, Bauplastik, 1981
- Bärenbach, Altarwand, Beuren, St. Wendelinus-Brunnen, 1977
- Beurig, Pfarrkirche St. Marien, Altar, Sandstein, 1972, Taufbrunnen, 1972
- Bitburg, Pfarrkirche Liebfrauen, Ambo, Bronze, 1961
- Bonn, evangelische Lukaskirche, Relief Außenwand Lukas, Tuff, 1958
- Buchholz, Pfarrkirche St. Sebastian, Sakramentsstele, Sandstein, 1975, Figur St. Sebastian, Sandstein, 1975
- Darscheid, Pfarrkirche Kreuzerhöhung, Altar, Kalkstein, 1970, Sakramentshaus, Kalkstein, 1970, Figur St. Kornelius
- Eimersdorf, Pfarrkirche St. Margarita, Altar, 1980, Ambo, 1980
- Faid, Pfarrkirche St. Stephan, Altar, Sandstein, 1973, Bauplastik, 1973
- Flussbach, Filialkirche, Altar, Sandstein, 1972, Sakramentsstele, Sandstein, 1972
- Föhren, Meulenwaldbrunnen, Sandstein, 1980
- Greimerath, Brunnen, Sandstein, 1983
- Grünberg, Pfarrkirche Sieben Schmerzen Mariens, Sakramentsstele, Sandstein, 1980, Altar, Sandstein, 1980, Taufplatte, Sandstein, 1980, Kreuzweg, Sandstein, 1980
- Hellenthal, Pfarrkirche St. Anna, Altar, Sandstein, 1954, Kreuzweg, Sandstein, 1954, Figur Anna-Selbdritt, Sandstein, 1954
- Hermeskeil, Evang. Pfarrkirche, Altarplatte, Holz, Kruzifix, Holz, 1959
- Hinzert-Pölert, Dorfbrunnen, Sandstein 1991
- Igel, Brunnen, Sandstein, 1974
- Igel-Liersberg, Brunnen, Sandstein, 1983
- Illingen, Mariensäule, Sandstein, 1954
- Kerpen, Filialkirche, Bauplastik 1974
- Klüsserath, Brunnenanlage „Rudemsmännchen“, Sandstein 1985
- Koblenz, Pfarrkirche Herz Jesu, Sakramentsstele, Kalkstein 1978
- Konz, „Doktorbrunnen“, Sandstein 1983
- Konz-Kommlingen „Hochzeitsbrunnen“ oder „Donatusbrunnen“, Sandstein 1988
- Leisel-Heiligenbösch, Evang. Pfarrkirche, Grabsteine, Bauplastik, Pelikanbrunnen 1963, Taufstein 1964
- Lippstadt, Evang. Pfarrkirche St. Marien, Tür, Bronze 1982
- Longuich-Kirsch, Brunnen, Sandstein 1978,
- Luxemburg-Limpertsberg, Pfarrkirche St. Joseph, Altar, Sakramentsstele, Ambo aus Kalkstein; Taufbecken und Leuchter aus Bronze 1976
- Mersch: Dekanatskirche, Altar, Sakramentsstele und Ambo aus Kalkstein, 1979
- Neunkirchen (Saar), Pfarrkirche St. Marien, Vier Tympana aus Sandstein 1954
- Oberemmel, Pfarrkirche St. Pius, Sakramentsstele, Altar, Taufe und Grundstein aus Kalkstein, 1967
- Oppenheim, Evangelische Pfarrkirche St. Katharina, Bauplastik 1958
- Reinsfeld, Pfarrkirche St. Remigius, Krippenfiguren aus Holz, 1961 und 1992
- Saarbrücken-Rastpfuhl, Klosterkirche St. Antonius, Altar aus Sandstein, 19??
- Trier, Domkirche St. Petrus, Grabplatten von Bischof Bornewasser (1974) und Bischof Stein (1993)
- Trier, Abteikirche St. Matthias, Kreuzgang, Kapitelsaal (1948–1953) und Pacellikreuz (1957)
- Trier, Grabkapelle der seligen Blandine Merten, Bauplastik, 1990
- Trier, „Heuschreckbrunnen“, Sandstein, 1977
- Tübingen, Evangelische Stiftskirche, Emporenfries, Holz, 1964
- Wadrill, „Geschichtsbrunnen“, Sandstein, 1993
- Wallerfangen, Pfarrkirche St. Katharina, Altar, Ambo, Sakramentsstele (1980) und zwei Bronzetüren (1988)
- Weiskirchen, Pfarrkirche Maria Himmelfahrt, Altar, Sakramentsstele, Ambo, 1969

## Galerie

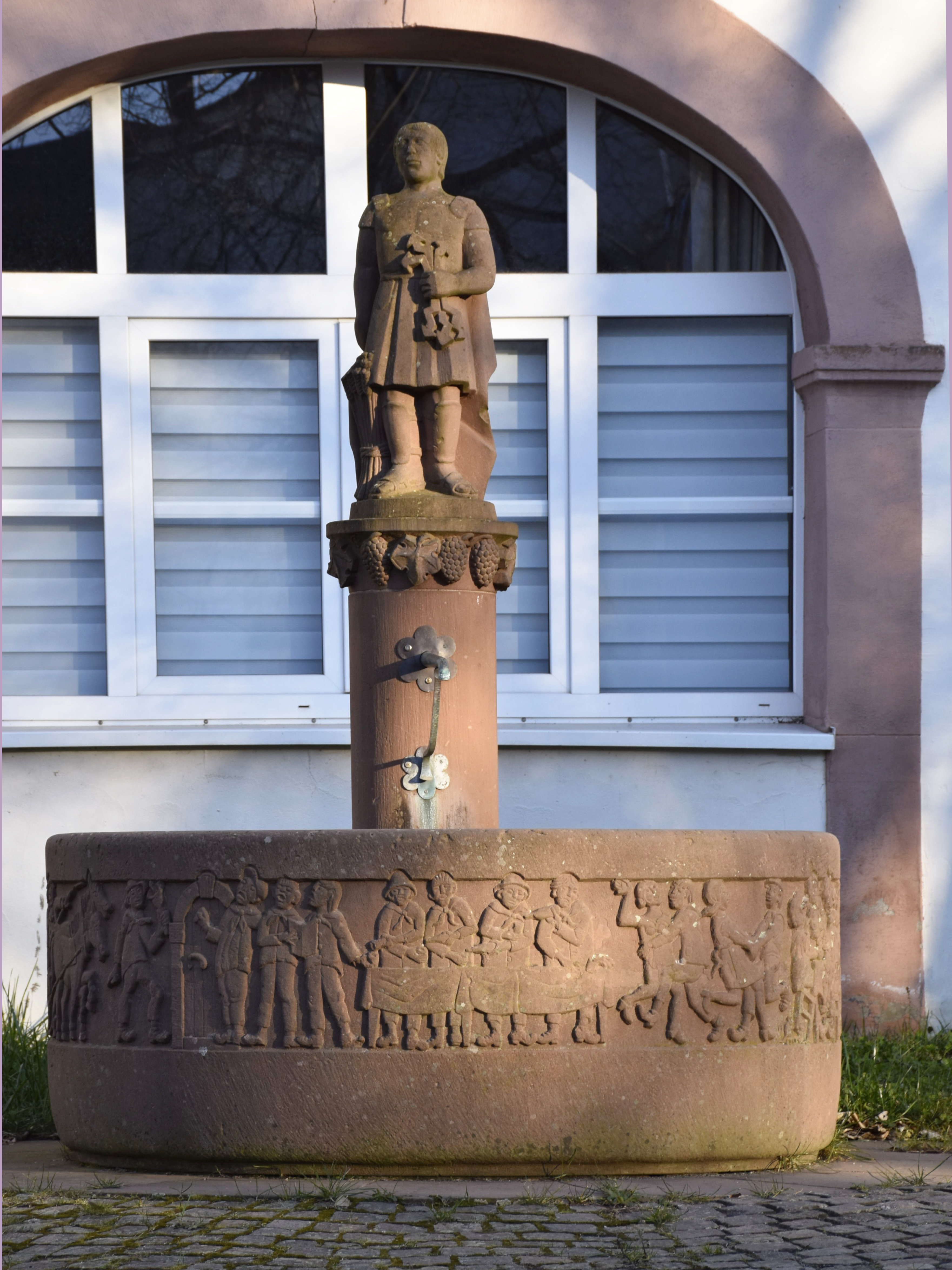
Donatusbrunnen in Kommlingen
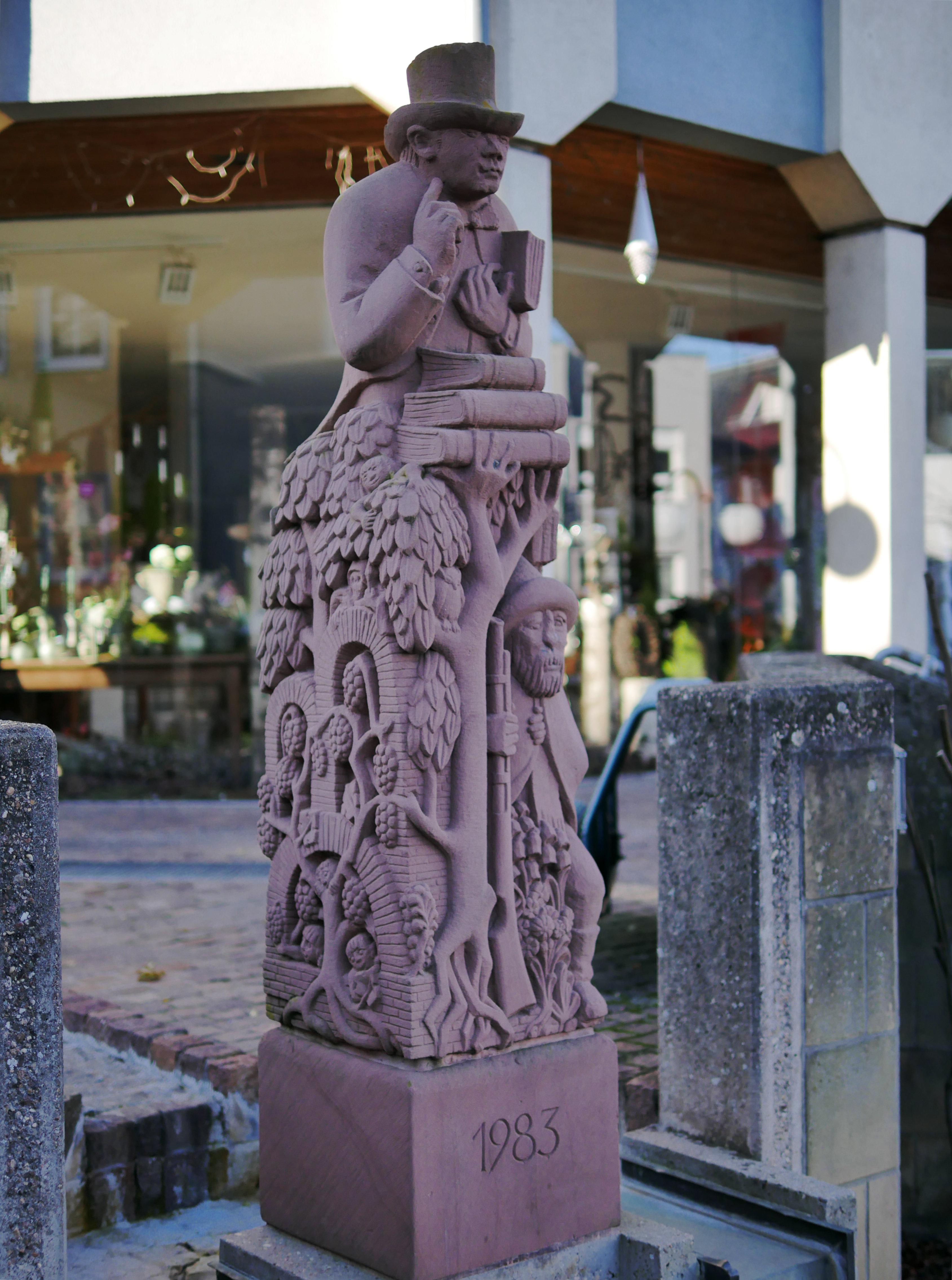
Brunnenstele Konzer Doktor
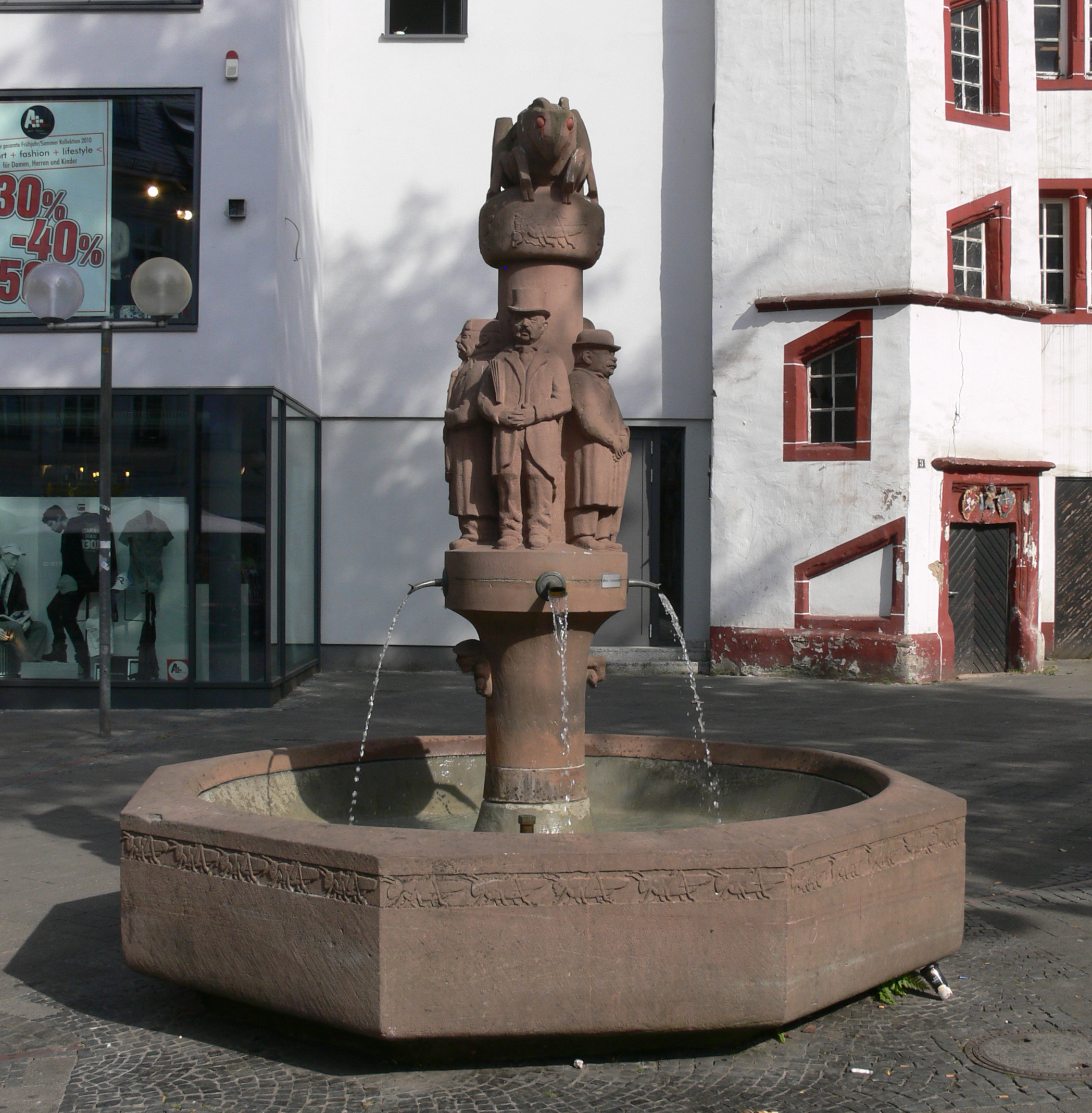
Der Heuschreckbrunnen in Trier
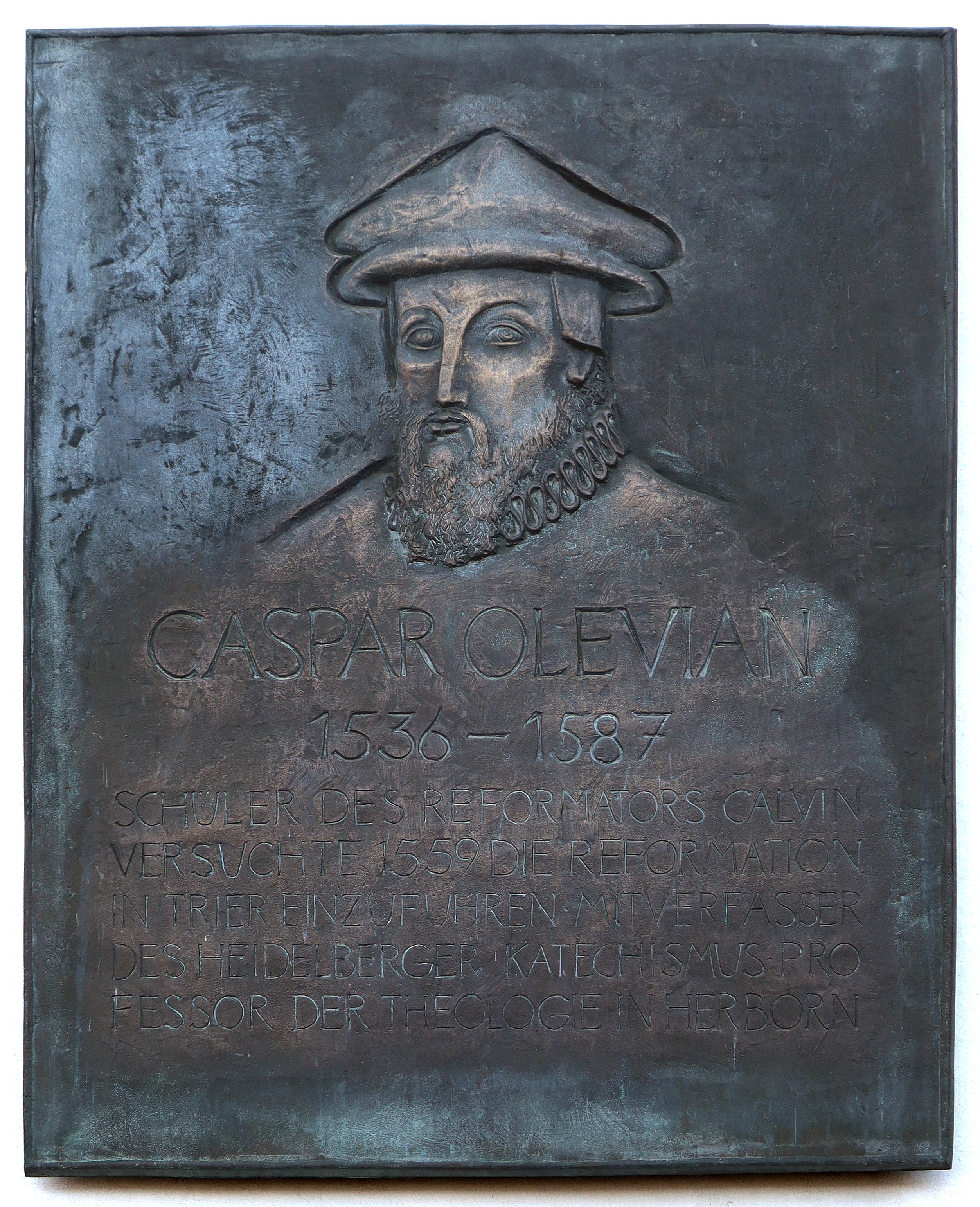
Gedenktafel am Kurfürstlichen Palais in Trier, gewidmet dem Theologen Caspar Olevian
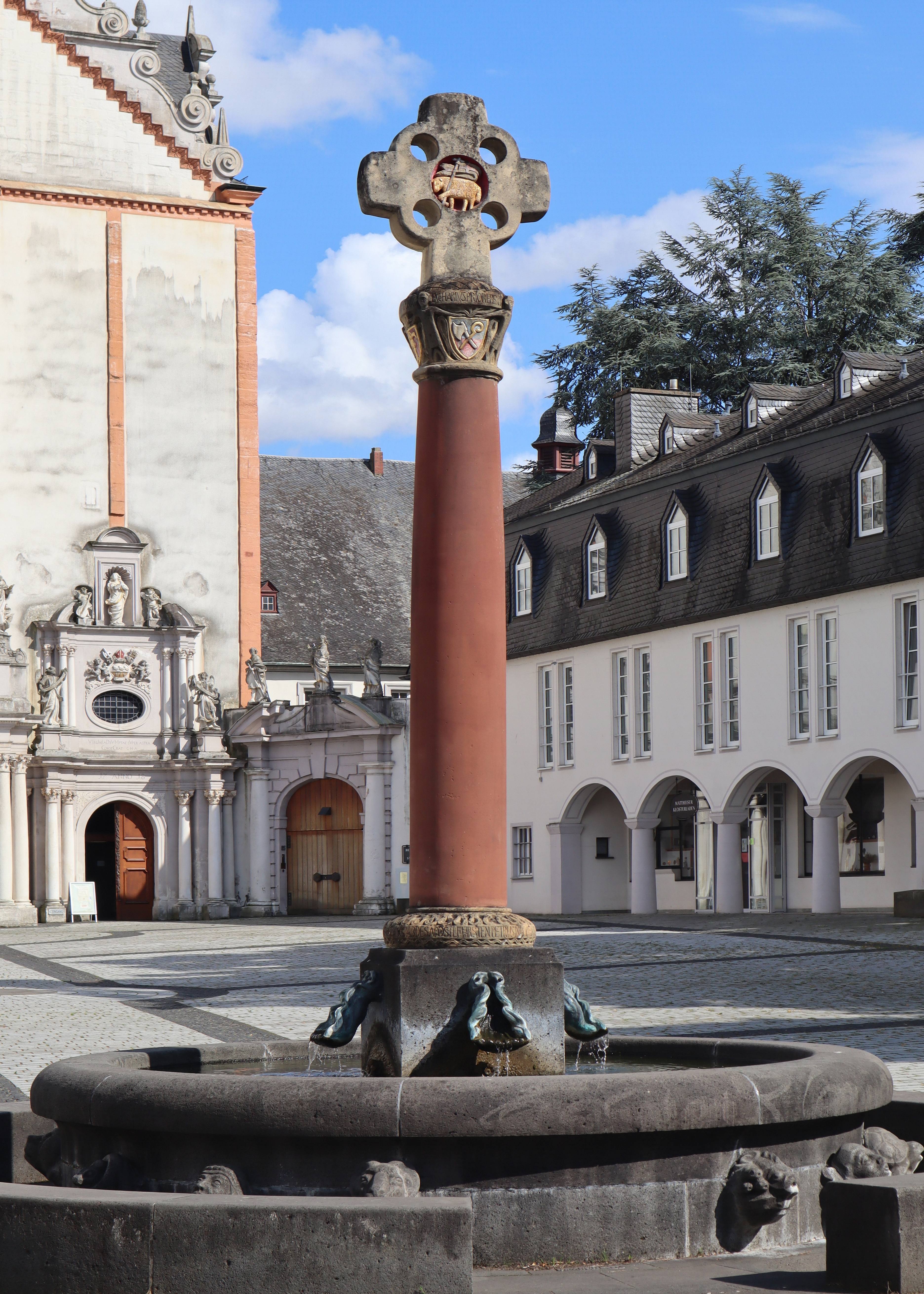
Pacelli-Kreuz auf dem Vorplatz von St. Matthias in Trier
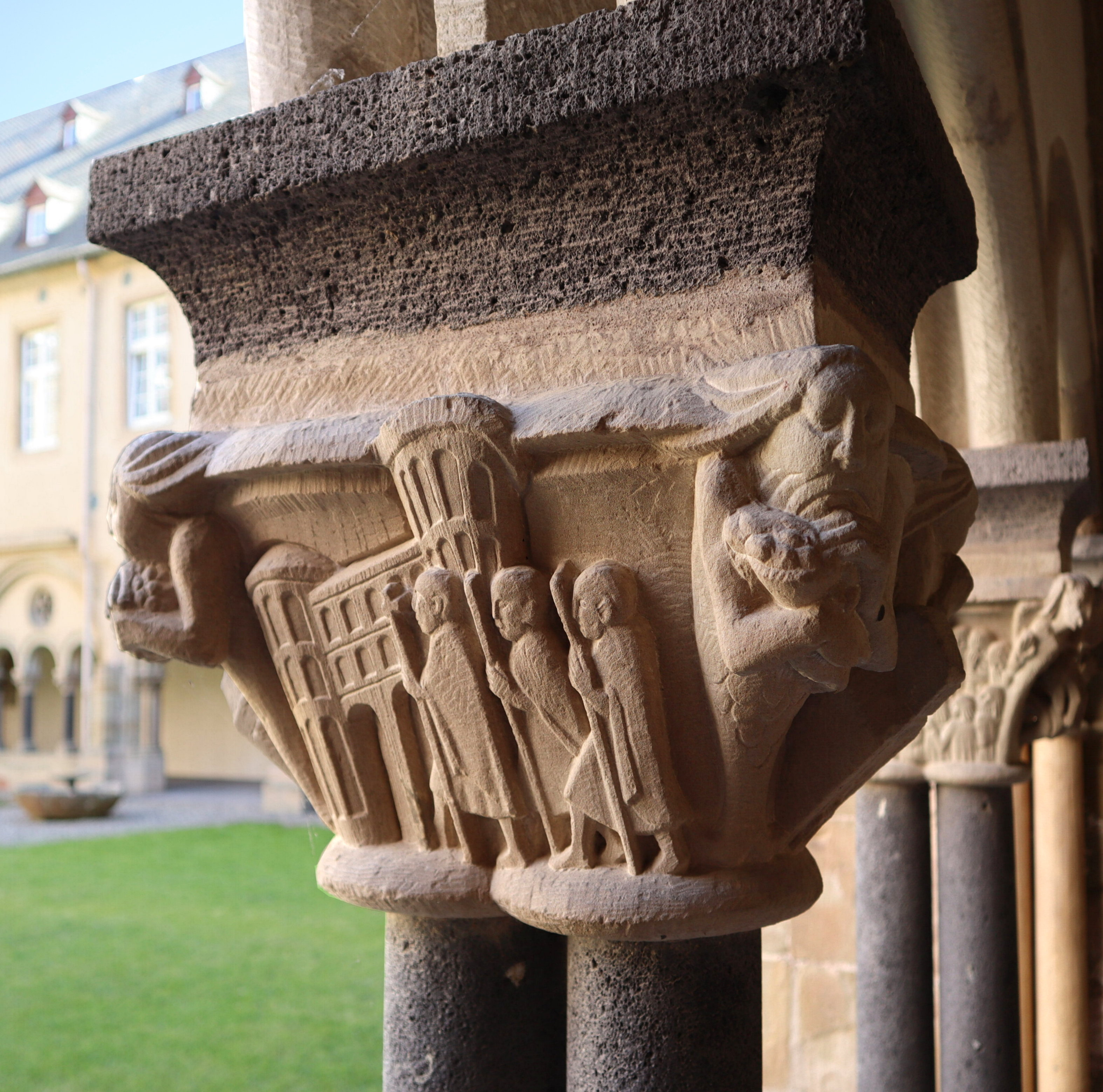
Kapitell mit Darstellung der Porta Nigra im Kreuzgang von St. Matthias in Trier
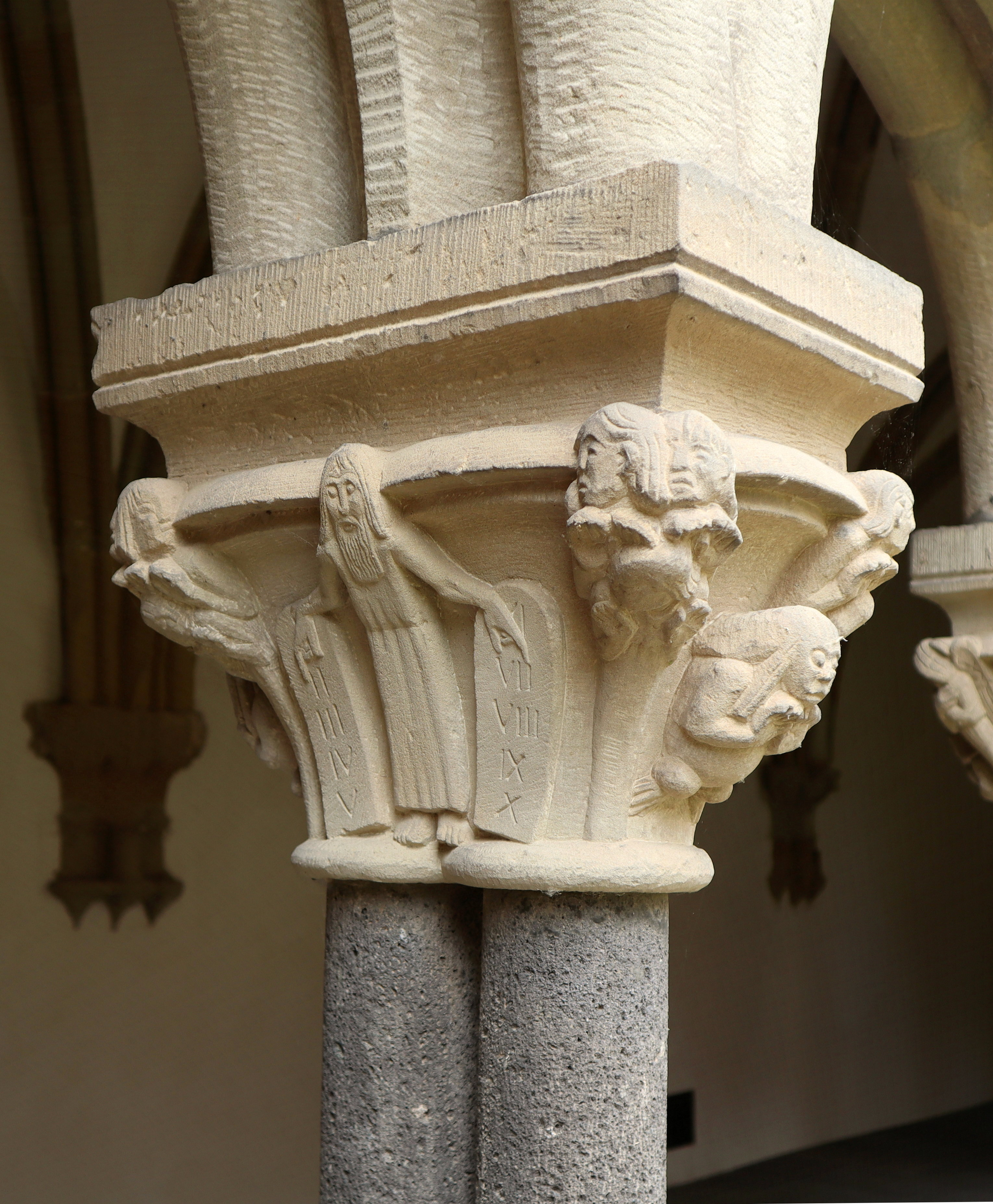
Kapitell im Kreuzgang von St. Matthias in Trier, Mose mit Gesetzestafeln
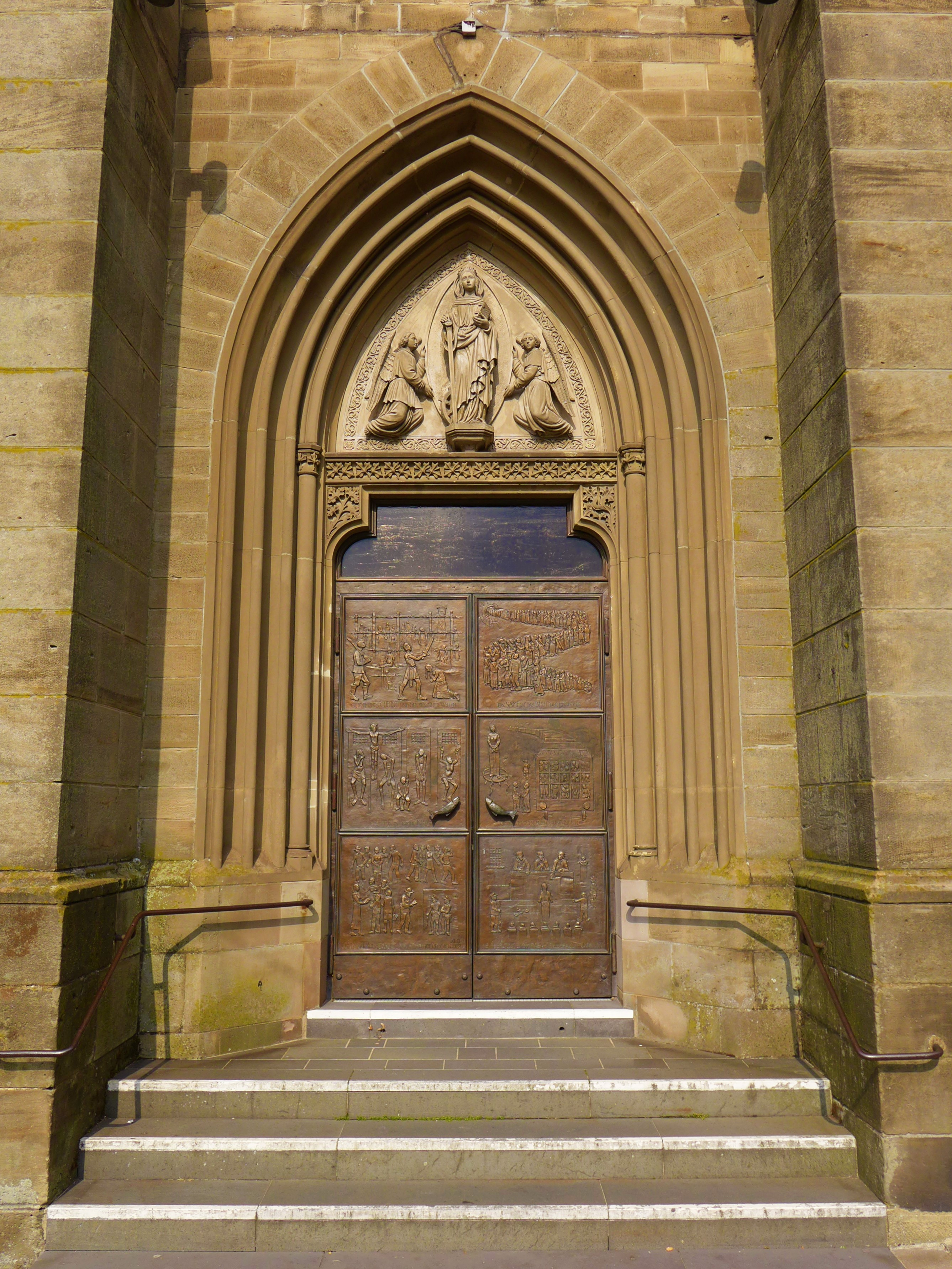
Wallerfangen, Katharinenportal
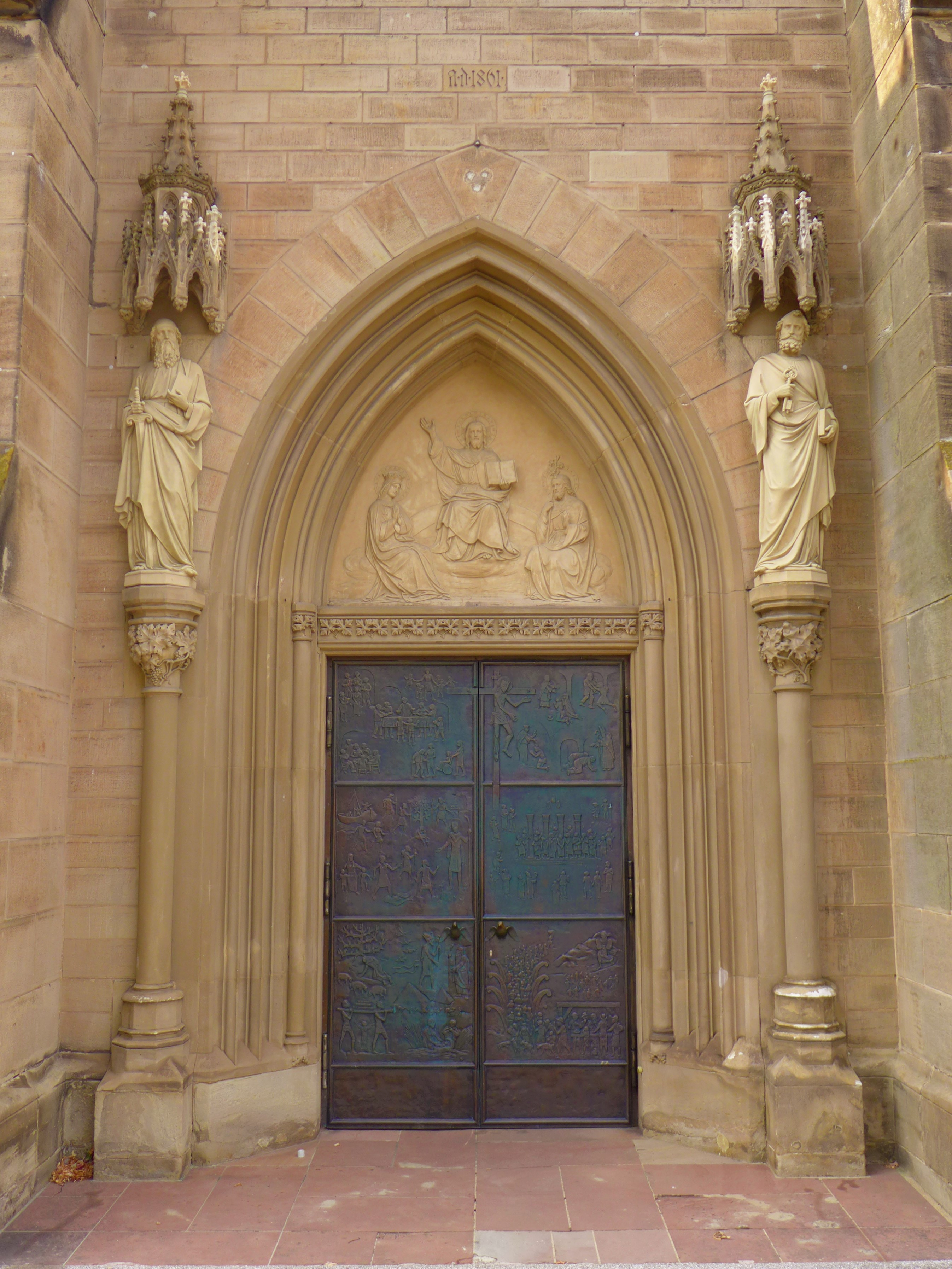
Wallerfangen, Peter-und-Paul-Portal